# Ateleute linearis
Ateleute linearis är en stekelart som beskrevs av Förster 1871. Ateleute linearis ingår i släktet Ateleute och familjen brokparasitsteklar. Arten är reproducerande i Sverige. Utöver nominatformen finns också underarten A. l. meridionator.